# Washington Mystics 2005
La stagione 2005 delle Washington Mystics fu l'8ª nella WNBA per la franchigia.
Le Washington Mystics arrivarono quinte nella Eastern Conference con un record di 16-18, non qualificandosi per i play-off.

## Roster
| N° | Naz.                   | Ruolo | Sportivo             | Anno | Alt. | Peso |
| -- | ---------------------- | ----- | -------------------- | ---- | ---- | ---- |
| 2  | Stati Uniti (bandiera) | G     | Temeka Johnson       | 1982 | 160  | 54   |
| 3  | Stati Uniti (bandiera) | A     | DeLisha Milton-Jones | 1974 | 185  | 84   |
| 9  | Stati Uniti (bandiera) | G     | Coco Miller          | 1978 | 178  | 62   |
| 10 | Stati Uniti (bandiera) | A     | Murriel Page         | 1975 | 188  | 72   |
| 12 | Stati Uniti (bandiera) | G     | Laurie Koehn         | 1982 | 173  | 66   |
| 13 | Nigeria (bandiera)     | A     | Mactabene Amachree   | 1978 | 185  | 79   |
| 14 | Stati Uniti (bandiera) | G     | Kiesha Brown         | 1979 | 175  | 66   |
| 20 | Stati Uniti (bandiera) | GA    | Alana Beard          | 1982 | 180  | 73   |
| 23 | Stati Uniti (bandiera) | A     | Charlotte Smith      | 1973 | 183  | 67   |
| 35 | Stati Uniti (bandiera) | G     | Tamicha Jackson      | 1978 | 168  | 54   |
| 43 | Stati Uniti (bandiera) | AC    | Nakia Sanford        | 1976 | 193  | 91   |
| 44 | Stati Uniti (bandiera) | C     | Chasity Melvin       | 1976 | 191  | 84   |
| 50 | Stati Uniti (bandiera) | C     | Kaayla Chones        | 1981 | 191  | 82   |

## Staff tecnico
- Allenatore: Richie Adubato
- Vice-allenatori: Marynell Meadors, Jeff House